# Евсеев, Андрей Николаевич (серийный убийца)
Андре́й Никола́евич Евсе́ев (1955, Хотьково, Загорский район, Московская область, РСФСР, СССР — 1980, Москва, РСФСР, СССР) — советский серийный убийца, орудовавший в Москве и Московской области в середине 1970-х годов.

## Биография

### Детство и юность
Андрей Евсеев родился в 1955 году. Он был «трудным» подростком, бросил школу не закончив седьмой класс, часто совершал побеги из дома и начинал скитаться, проявив тягу к бродяжничеству. Состоял на учëте в детской комнате милиции. Повзрослев сменил большое количество профессий — работал натурщиком, лаборантом, матросом, однако нигде не задерживался надолго и отовсюду увольнялся, потому что работать не любил. На момент ареста работал в котельной в Хотьково. В 1972 году Евсеев был помещён в психиатрическую клинику. Поводом стало его антисоциальное поведение. Как позже он рассказывал:
Из больницы я вышел совершенным дураком от всех препаратов, которые в меня вводили в больнице. Я испытывал очень мучительное состояние, затруднения в мозговой деятельности. Людей я считал для себя первыми врагами.

### Убийства
Первой жертвой маньяка стала 16-летняя школьница Марина Морозова, одетая в одежду красного цвета. Убийство было совершено Евсеевым в городе Загорск (ныне Сергиев Посад) Московской области 25 августа 1974 года. Следующее убийство было совершено Евсеевым уже через день; жертвой стал 56-летний повар ресторана Геннадий Кузьмин. Евсеев убил его ударами ножа неподалёку от железнодорожной станции «Одинцово», затем ограбил и сбросил в придорожную канаву. У убитого Евсеев похитил деньги и дефицитные тогда продукты — две курицы-бройлера и три килограмма персиков. По подозрению в совершении этих преступлений в Кемеровской области был арестован дезертировавший накануне первого убийства из воинской части 19-летний солдат Сергей Савельев, но доказать его причастность не удалось, несмотря на то, что он признался в убийстве Морозовой.
В сентябре 1974 года в Москве в сквере ДК имени III Интернационала Евсеев совершил нападение на студента Владимира Паршина, нанёс ему 4 ножевых ранения, но тот остался в живых. 24 сентября 1974 года в Москве в доме неподалёку от станции метро «Добрынинская» Евсеев совершил разбойное нападение на Анну Астафьеву. Женщина была на грани жизни и смерти, но смогла описать убийцу; по её словам, убийцей был молодой парень с бакенбардами и добрыми глазами. Вскоре женщина скончалась в больнице.
26 сентября у станции «43-й километр» в Московской области Евсеев напал на мужчину и тяжело ранил его. При нападении у маньяка сломался нож и лезвие осталось в спине жертвы. В больнице мужчина скончался. Убитый был весьма похож на Евсеева. Им был 42-летний Николай Дёмин, проведший в местах лишения свободы почти 20 лет. Как позже выяснилось, это убийство Евсеев совершил с целью запутать следы, надев на мужчину свою одежду. Первоначально следователи даже подумали, что это именно уголовник Дёмин совершил все разбойные нападения и убийства.
8 октября 1974 года в Таганском районе Москвы Евсеев совершил сразу 3 разбойных нападения. Две из трёх ограбленных им женщин от полученных ножевых ранений скончались. На всех жертвах была одежда красного цвета. В Москве началась паника, люди говорили, что появился убийца женщин в красном. 15 октября в районе станции метро «Академическая» с интервалом в 20 минут Евсеев совершил ещё 2 нападения на девушек. Одна из них умерла от полученных ран. 16 октября в районе станции метро «Пролетарская» Евсеев вновь совершил двойное нападение, одна из жертв скончалась. Но на сей раз обе жертвы были одеты не в красную одежду (таким образом, версия о том, что маньяк охотится именно на женщин в красном, не подтвердилась).
Затем по Москве и области Евсеевым была совершена ещё одна серия разбойных нападений, но все жертвы выжили. Все они описывали убийцу одинаково. В связи с паникой в Москве руководство МВД СССР решилось на небывалые меры, по телевизору выступил министр внутренних дел Николай Щёлоков, который предупредил граждан об осторожности. Евсеев испугался и прекратил свои нападения почти на 2 года.
В ноябре 1976 года Евсеев совершил 4 разбойных нападения за месяц, 2 из них окончились убийствами. Осенью 1977 года Евсеев ударил отвёрткой в голову секретаря-машинистку ЦК КПСС Нину Далинян. Она чудом осталась жива. Апофеозом преступной деятельности маньяка стало жестокое убийство Лидии Куприяновой, жены известного советского художника Михаила Куприянова. На сей раз маньяк впервые посмертно изнасиловал жертву. Ещё через 2 месяца, 19 декабря 1977 года, на глазах у десятков людей на заднем дворе магазина «Хозтовары» в посёлке Софрино он совершил ещё одно убийство. У убитой Лидии Щур он забрал часы, деньги и драгоценности, а также ошейник для собаки. Свою жертву он изнасиловал посмертно.

### Арест, следствие и суд
Свидетель последнего убийства сообщил, что на месте преступления видел подозрительного гражданина в вельветовой куртке. Местная пьющая компания рассказала, что с ними в вельветовой куртке появился некий Шахнов. Была найдена его куртка, на которой были пятна крови, в кармане был обнаружен нож. Однако, когда Шахнова арестовали, он сообщил, что эту куртку ему подарил другой человек. Экспертиза подтвердила правдивость показаний Шахнова. Ещё один свидетель сказал, что видел незнакомца в электричке в Хотьково и тогда на нём была форма железнодорожника. Когда была поднята база данных и по ней отобрали подходящих под приметы граждан, выжившие жертвы опознали как преступника 22-летнего Андрея Евсеева.
28 декабря 1977 года маньяк был задержан. В этот день он нарядил новогоднюю ёлку драгоценностями, похищенными у убитых людей. Когда за ним пришли, он спрятал драгоценности, и на квартире Евсеева не было обнаружено ничего подозрительного, кроме ошейника, похищенного у последней жертвы. Евсеев объяснил, что он держит ошейник на память о любимой собаке. Поначалу он отказывался давать показания, но 31 декабря, накануне Нового Года, в разговоре с сокамерником он обронил странную фразу: «Матушка-то, небось, уже пирожков напекла с брюликами». Сокамерник оказался информатором, и следователи догадались, что похищенные драгоценности спрятаны в пакете с мукой. Догадка подтвердилась во время второго обыска в квартире Евсеева.
На допросах Евсеев держался вызывающе, отказывался общаться с женщиной-следователем. Давать показания он соглашался только после того, как ему приносили солёную селёдку, которую он ел целиком с костями. Маньяк признался в совершении 9 убийств, 18 покушений на убийство, 1 изнасилования и 32 разбойных нападений.
Судебно-психиатрическая экспертиза признала Евсеева полностью вменяемым, но вместе с тем назвала его «социопатом». Ожидая суда, Евсеев весьма следил за собой, каждое утро делал зарядку. Маньяк не раскаивался в содеянном, заявлял, что он презирает тех, кто работает и живёт «от зарплаты до зарплаты».
В 1979 году суд приговорил Андрея Евсеева к высшей мере наказания — смертной казни через расстрел, в 1980 году приговор привели в исполнение.

## В массовой культуре
- Документальный фильм «Убийца с бакенбардами» из цикла «Следствие вели» (2008)
- Документальный фильм «Убийца с добрыми глазами» из цикла «Легенды советского сыска» (2014)